# لياندرو لورنسو فرانكو
لياندرو لورنسو فرانكو (10 أغسطس 1981 ببوسو أليغري في البرازيل - ) هو لاعب كرة قدم برازيلي في مركز الهجوم. لعب مع باوليستا وكولو-كولو ونادي أتروميتوس ونادي جوفنتودي ونادي سبورتينغ كريستال ونادي غواراني وماريليا أتلتيكو ‏ وأسوسياو أتليتيكا إنترناسيونال ‏ وRio Branco Sport Club ‏ ونادي لويس أنخيل فيربو وIndependente Futebol Clube ‏ وLeón de Huánuco ‏ وسبورت بويز ونادي أكويلا.